# Frank-Michael Wahl
Frank-Michael Wahl, född 24 augusti 1956 i Rostock i dåvarande Östtyskland, är en östtysk och senare tysk före detta handbollsspelare (vänsternia). Han är den som både spelade flest landskamper (313) och gjorde flest mål (1 338) för Östtysklands landslag genom tiderna.
Han var med och vann guld vid OS 1980 i Moskva.